# 재건교회
재건교회는 신사참배에 거부했던 이들이 스스로 다른 이들과 구별하여 세운 교회이다. 1945년 한국교회에서 해방 후 일제강점기에 신사참배에 순응했던 사람들과 거부했던 사람들 사이에 갈등이 심해지면서 교회가 분열되었다. 북한에서는 김린희, 남한에서는 최덕지가 중심이 되어 재건교회를 조직하였다. 그러나 재건교회 안에서도 인맥과 기존 교회와의 관계를 둘러싸고 여러 차례 분열되어 결국 일부는 기성교회로 편입되고, 일부는 1974년 대한예수교장로회 재건교회로 통합되었다.

## 역사
1945년 7월 일본기독교 조선교단으로 통폐합되었던 개신교는 해방 후 남부대회를 열어 통합을 유지하고자 하였으나, 각 교파 교회의 반대에 부딪혀 1946년 5월 각 교파 교회로의 환원을 결정하였다. 한편 일제하 신사참배 문제로 옥고를 치르고 해방 이후에 석방된 사람들은 교회의 재건 원칙을 발표했지만, 이것이 받아들여지지 않자, 기성 교회를 부인하고 새로운 교회를 조직하였다. 남한에서는 최덕지, 이광록, 주상수 등을 중심으로 1946년 2월 재건교회 운동을 시작해 경남지역에 50여 개의 재건교회가 조직되었다. 1948년 2월 예수교장로회재건교회 중앙위원회를 조직하고 재건운동의 원칙으로 3대주의 5대강령을 채택하면서 기성교회를 ‘마귀당’이라고 부르고, 그 신도와의 교제도 금지하는 등 기성교회와 결별하였다.
1949년에는 교단 명칭에서 ‘장로교’를 삭제하고, 1952년 예수교재건교회 남한지방회로 변경하였다. 그러나 1953년 8월 여자목사 안수에 반대하여 주상수, 최일구 등이 분립하면서, 최덕지는 1954년 목사 안수를 받고 교단을 이끌다가 1956년 사망하고, 이후 강상은, 최종규, 박성규, 김영숙 등이 교단을 지도하였다. 이 교단은 1959년 9월 동부지방회, 서부지방회를 조직하고, 대한예수교재건교회 총회를 창립하였다.
북한에서는 1946년 4월 선천에서 김린희, 박신근, 전봉성 등을 중심으로 재건교회가 조직되었다. 김린희는 1947년 월남하여 서울에서 재건교회 운동을 계속하다가 1950년 6·25전쟁 중 납북되었는데, 이후 고흥봉 목사가 월남한 교역자들을 중심으로 이 운동을 이어가다가 1951년 고흥봉이 신학생을 이끌고 고려신학교로 이탈하며 분열되었다. 남은 재건교회에는 1951년 월남한 이계실 목사가 합류했지만, 이계실 목사 계열도 1955년 대한예수교장로회(순장) 교단을 조직하면서 분립하였다. 남은 이 계열 재건교회는 1958년 12월 주상수 계열의 재건교회와 통합하여 부산 영주동교회에서 예수교재건교회 대회를 조직하고 1962년 대한예수교장로회 재건노회를 조직하였으나, 1964년 3월 기성교회와의 관계에서 좀 더 유연한 입장을 취하던 김문제 목사 계열이 분립하였다. 이들은 한국장로회재건교회라는 명칭으로 독자적인 활동을 하다가 1970년대 후반 장로교단으로 흡수되었다.
이후 1974년 7월 북한에서 월남한 재건교회인 주상수 계열의 대한예수교장로회 재건교회와 남한의 재건교회의 주류였던 최덕지 계열의 대한예수교재건교회가 통합하기로 합의하고, 대한예수교장로회재건교회 총회를 창립하였다.

## 참고 문헌
- 한국민족문화대백과사전(재건교회(再建敎會)
- 한국기독교재건교회사.1,1938-1955 /김정일 지음